# Erica imerinensis
Erica imerinensis là một loài thực vật có hoa trong họ Thạch nam. Loài này được (H.Perrier) Dorr & E.G.H.Oliv. mô tả khoa học đầu tiên năm 1999.